# Joanna Zylinska
Joanna Zylinska (5 de maig de 1971) és una escriptora, acadèmica, artista i curadora que treballa en els àmbits de les noves tecnologies, l'ètica, la fotografia i l'art. És professora de Nous Mitjans de Comunicació i codirigeix el Departament de Mitjans de Comunicació de Goldsmiths (Universitat de Londres). És autora de sis llibres, els més recents dels quals són Nonhuman Photography (MIT Press, 2017), Minimal Ethics for the Anthropocene (Open Humanities Press, 2014) i, amb Sarah Kember, Life after New Media: Mediation as a Vital Process (MIT Press, 2012), i ha traduït el tractat filosòfic de Stanislav Lem, Summa Technologiae, publicat l'any 2013 a la col·lecció «Electronic Meditations» de la Universitat de Minnesota. Zylinska combina l'escriptura de textos filosòfics amb la tasca de curadora i la pràctica de la fotografia artística. El 2013 va ser directora artística de Transitio_MX05 ‘Biomediations', el Festival d'Art i Vídeo dels Nous Mitjans de Ciutat de Mèxic. Juntament amb Clare Birchall i Gary Hall, dirigeix el projecte «Living Books about Life», una sèrie de més de vint llibres sobre la vida, coeditats, electrònics i d'accés lliure, que obren una via de comunicació entre les humanitats i les ciències.